# Shay Brown
Erin Shay Brown (* 8. April 1973 in Portsmouth, Virginia) ist eine US-amerikanische Schauspielerin.

## Leben
Brown ist die Tochter von James Ronald Brown und Patricia Ann Belcher. Sie wuchs in Columbia, South Carolina auf und studierte Theater an der Winthrop University und der University of South Carolina.
1997 hatte sie ihre erste Filmrolle im Kurzfilm Letter to My Mother. Es folgten Auftritte in Fernsehserien wie etwa in Star Trek: Deep Space Nine (1999), Zeit der Sehnsucht (2003) und Passions (2003). Weitere Rollen spielte sie in den Kurzfilmen When Cupid Dances... (2001), Succubus (2004), Bring It Arm! (2006) hier wirkte sie auch als Drehbuchautorin mit, und Abby (2008), sowie in der Komödie Thrust (2008).

## Filmografie (Auswahl)
- 1997: Letter to My Mother (Kurzfilm)
- 1999: Star Trek: Deep Space Nine (Fernsehserie, Folge 7x23)
- 2001: When Cupid Dances... (Kurzfilm)
- 2003: Zeit der Sehnsucht (Days of Our Lives, Fernsehserie, zwei Folgen)
- 2003: Passions (Fernsehserie, zwei Folgen)
- 2004: Succubus (Kurzfilm)
- 2004–2006: Scrubs – Die Anfänger (Scrubs, Fernsehserie, mehrere Folgen)
- 2006: Bring It Arm! (Kurzfilm)
- 2008: Abby (Kurzfilm)
- 2008: Thrust
- 2015: Wie schön du bist (Beautiful Something)
- 2016: QueenPin II the Restoration